# Lorena Donaire
Lorena Cecilia Donaire Cataldo (La Ligua, 1976) es una defensora del derecho al agua y activista de derechos humanos en Chile, militante del Frente Amplio. Fue vocera del Movimiento de Defensa por el Acceso al Agua, la Tierra y la Protección del Medioambiente (MODATIMA) y miembro de su mesa nacional hasta 2022, para luego concentrarse en otras organizaciones afines, tales como «Mujeres Modatima» y «Mujeres en Resistencia». Luego de haber recibido múltiples amenazas, su casa fue incendiada en 2022.

## Biografía
Lorena Donaire nació en La Ligua, donde hoy reside, pero en su primera infancia vivió en la pequeña localidad de Peñablanca, comuna de Cabildo, es profesora de Educación Física. En el año 2010 comenzó su activismo por la defensa del agua en La Ligua, en donde reside. Esta zona sufre una crisis hídrica de gravedad, principalmente ocasionada por la agroindustria de la zona y su monocultivo de paltas, especie exótica muy demandante de recursos hídricos. Esta afirmación es enfáticamente negada por los representantes de la agroindustria del área, cuyos representantes empresariales afirman que el aguacate consume menos agua que otras especies, atribuyendo la escasa disponibilidad hídrica a la «falta de inversión estatal en infraestructura de embalses y riego.»
En el año 2017, Lorena fundó la rama del movimiento denominada «Mujeres Modatima», de la que es su portavoz nacional. En 2021, se presentó como candidata a diputada por el 6.º distrito electoral de Chile como parte de la coalición Apruebo Dignidad, representando a Modatima. Con una votación de 9988 sufragios, no resultó electa.
Participó en la Conferencia de las Naciones Unidas sobre el Cambio Climático de 2019 (COP25), llevando a la palestra internacional el problema de la crisis hídrica en la provincia de Petorca, el impacto que ella tiene sobre las comunidades rurales, así como las causas políticas y económicas subyacentes. En el evento intervino emplazando a la presidenta de la conferencia, entonces ministra de Medio Ambiente de Chile, Carolina Schmidt, por la falta de agua en la zona. Con frecuencia interviene en paneles internacionales sobre temas de género y su relación con la defensa del medio ambiente, el cambio climático y los derechos humanos ambientales.
La activista ha recibido amenazas, acoso  y hostigamiento por su trabajo en defensa del agua y de los derechos humanos ambientales. El 13 de junio de 2022, su casa fue incendiada intencionalmente, sin que los hechos hayan sido esclarecidos ni existan hasta la fecha imputados en la causa. Amnistía Internacional incluyó el caso en su reporte de la situación de derechos humanos en Chile. Además, lanzó una campaña para pedir por la protección de esta defensora de los derechos humanos.
En las elecciones municipales del 27 de octubre de 2024, Lorena Donaire fue candidata a alcaldesa de La Ligua, por el pacto «Contigo Chile Mejor».

## Historial electoral
| Año  | Tipo           | Territorio   | Pacto               | Partido | Votos  | %    | Resultado |
| ---- | -------------- | ------------ | ------------------- | ------- | ------ | ---- | --------- |
| 2021 | Parlamentarias | 6.º distrito | Apruebo Dignidad    | RD      | 10 058 | 2,83 | No electa |
| 2024 | Municipales    | La Ligua     | Contigo Chile Mejor | FA      | 1581   | 5,92 | No electa |